# Fredsbron, Göteborg

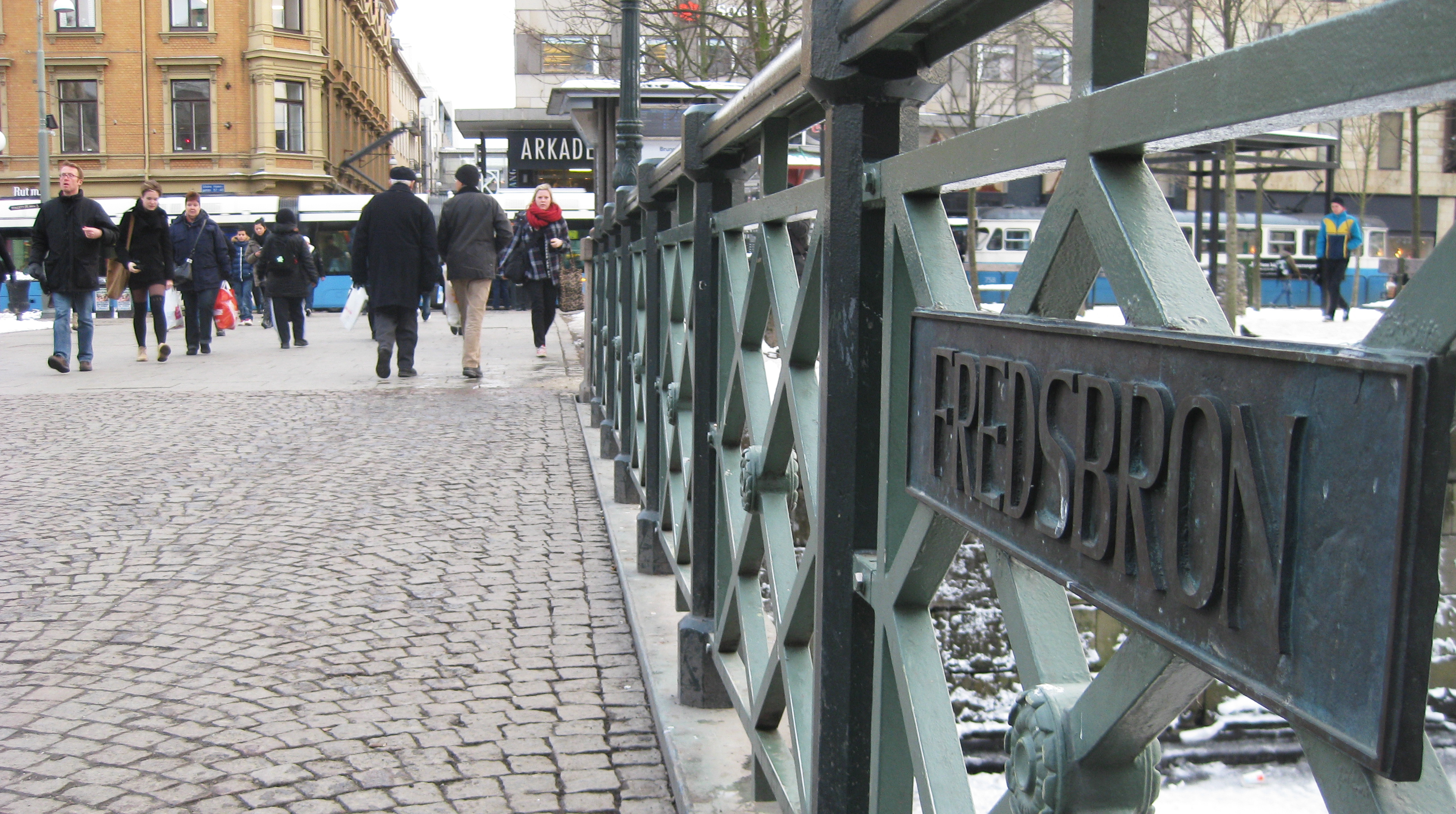
Fredsbron sedd från Norra Hamngatan mot Brunnsparken.

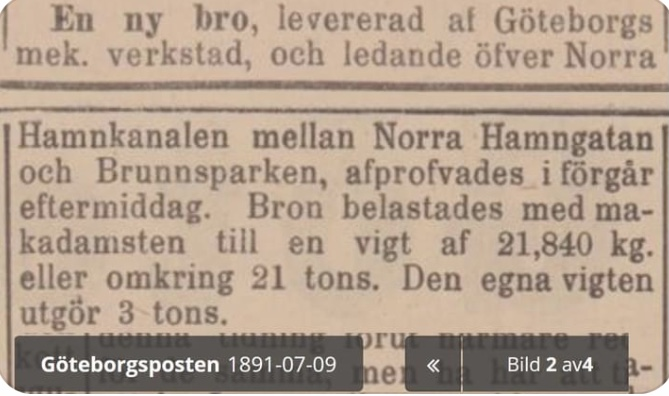
Tidningsklipp GP 1891.

För bron i Tbilisi, se Fredsbron, Tbilisi
Fredsbron är en gångbro över Stora Hamnkanalen, placerad mellan Brunnsparksbron och Palacehusets personalbro, i Brunnsparken i Göteborg. 
Bron hette förut Brunnsparksbron och byggdes 1891, men namnändrades till Fredsbron i samband med en ombyggnad 1990, då den kan ses som en förlängning av Fredsgatan. Den leder in mot Nordstans köpcentrum och är en av stadens mest trafikerade gångbroar. Bron är vid brofästena försedd med lyktstolpar av äldre modell.